# 梅斯城区
梅斯城区（法語：arrondissement de Metz-Ville）是法国摩泽尔省所辖的一个旧区。总面积41.9平方公里，总人口119551，人口密2853人/平方公里（2012年），主要城镇为梅斯。2015年，该区与梅斯乡区合并为梅斯区。

## 辖区
梅斯城区曾辖有1个市镇，即梅斯。